# کیومرث شرفی
کیومرث شرفی سرتیپ ارتش جمهوری اسلامی ایران است، که هم‌اکنون به‌عنوان معاون اجرایی نیروی زمینی ارتش فعالیت می‌کند.
وی فعالیت نظامی را در خلال جنگ ایران و عراق در نیروی زمینی ارتش آغاز کرد. او پس از جنگ، مراتب فرماندهی را در تیپ ۱۲۸ سنندج و تیپ ۲۲۸ سقز از لشکر ۲۸ پیاده کردستان طی نمود.
شرفی از ۱۳۹۲ تا ۱۳۹۴ فرمانده لشکر ۲۸ کردستان بود، از ۱۳۹۴ تا ۱۳۹۵ به‌عنوان جانشین فرمانده قرارگاه منطقه‌ای شمال‌غرب نزاجا فعالیت می‌کرد، از ۱۳۹۵ تا ۱۳۹۶ فرماندهی قرارگاه منطقه‌ای شمال‌غرب را برعهده داشت، در فاصله سال‌های ۱۳۹۶ تا ۱۴۰۰ معاون عملیات نیروی زمینی ارتش بود و از اردیبهشت‌ماه ۱۴۰۰ نیز معاون اجرایی فرمانده نیروی زمینی ارتش است. وی در سال ۱۳۹۸ درجه سرتیپی دریافت کرد.